# Robert Craft
Robert Lawson Craft (ur. 20 października 1923 w Kingston w stanie Nowy Jork, zm. 10 listopada 2015 w Gulf Stream na Florydzie) – amerykański dyrygent i publicysta muzyczny.

## Życiorys
Studiował filozofię na Uniwersytecie Columbia, następnie odbył studia muzyczne w Juilliard School w Nowym Jorku u Pierre’a Monteux i w Berkshire Music Center w Tanglewood. W latach 1947–1950 prowadził założoną przez siebie orkiestrę Chamber Art Society. W dniu 26 listopada 1947 roku debiutował z nią publicznie jako dyrygent, występując w sali koncertowej nowojorskiego Hunter College. Dyrygował również New York Brass and Woodwind Ensemble i American Symphony Orchestra. W Los Angeles prowadził cykl koncertów Evening-on-the-Roof (1950–1964), a od 1954 roku także Monday Evening Concerts. Dokonał nagrań płytowych utworów Monteverdiego, Gesualda, Schütza i J.S. Bacha. Popularyzował również muzykę współczesną: poprowadził amerykańskie premiery oper Albana Berga Lulu (1963) i Wozzeck (1966), nagrał wszystkie utwory Schönberga i Weberna.
31 marca 1948 roku poznał Igora Strawinskiego. Znajomość ta przerodziła się w wieloletnią zażyłą przyjaźń i współpracę. Craft wywarł silny wpływ na twórczość kompozytora w ostatnim okresie, rozbudzając w nim zainteresowanie techniką serialną. Prowadził wykonania jego dzieł, odbywał z nim liczne podróże koncertowe i dokonywał nagrań jego muzyki. Opublikował kilkutomowy cykl rozmów ze Strawinskim. Ponadto wydał zbiory pism krytycznych Prejudices in Disguise (1974), Current Convictions (1977), Perspectives (1984), Small Craft Advisories (1989) i A Moment of Existence (1996).